# Johnny Harris
 (juin 2013).
Si vous disposez d'ouvrages ou d'articles de référence ou si vous connaissez des sites web de qualité traitant du thème abordé ici, merci de compléter l'article en donnant les références utiles à sa vérifiabilité et en les liant à la section « Notes et références ».
Pour les articles homonymes, voir Harris.
Johnny Harris, né John Stanley Livingstone Harris à Édimbourg en 1932 et mort le 20 mars 2020, est un producteur de musique, chef d'orchestre, compositeur et parolier britannique d'origine écossaise. Chez Pye Records, Decca Records et United Artists Records il travaille avec de nombreux artistes tels Tom Jones, Lulu, Petula Clark, Shirley Bassey, Françoise Hardy, Cilla Black, Jackie Trent, Rolf Harris, Roy Budd et John Schroeder tout en poursuivant une carrière solo et de compositeur pour le cinéma et la télévision. Il est surtout connu pour sa chanson disco Odyssey, qui figure dans un épisode de la série télévisée Buck Rogers au XXVe siècle, reprise dans les musiques de Grand Theft Auto: San Andreas.

## Discographie

### Albums
- 1966 : The Heart of Bart, United Artists Records UAS 6550
- 1966 : A Handful Of Songs, United Artists Records
- 1966 : The Guitar Workshop, Pye Records
- 1970 : Movements, Warner Bros Records WS3002
- 1973 : All To Bring You Morning, Warner Bros Records K46187

### Bandes originales
- 1970 : Fragment of Fear
- 1970 : Bloomfield, Capitol Records SW-11098
- 1971 : Le Convoi sauvage, Warner Bros Records K46126
- 1972 : I Want What I Want
- 1978 : Le Couloir de la mort (The Evil)
- 1978-1979 : Wonder Woman
- 1979 : Buck Rogers au XXVe siècle

### Singles
- 1965 : Mynahg Hop / Here Comes the Boot, Mercury Records MF949
- 1969 : Lulu's Theme / Footprints On The Moon, Warner Bros Records WB 8000
- 1970 : Fragment of Fear / Stepping Stones, Warner Bros Records WB 8016
- 1971 :  Footprints On The Moon / Sacha's song, Lyons SFI 83
- 1976 :  Jubilation / Tip Top Theme, United Artists Records
- 1980 : Odyssey Pt 1 / Odyssey Pt 2, TK Records TDK 4216

### Comme producteur, arrangeur et chef d'orchestre
- 1966 : Jackie Trent - The Magic Of Jackie Trent, Pye Records NPL 18125 (avec Tony Hatch)
- 1966 : Petula Clark - My Love, Pye Records NPL 18141 (produit et arrangé par Tony Hatch)
- 1966 : Petula Clark - I Couldn't Live Without Your Love, Pye Records NPL 18148 (produit par Tony Hatch)
- 1966 : Françoise Hardy - La maison où j'ai grandi, Vogue/Vogue international industries CLD 702-30
- 1967 : Roy Budd - …Is 'the Sound Of Music, Pye Records NPL-18195
- 1967 : Paul et Barry Ryan - Two Of A Kind, Decca Records LK 4878
- 1967 : Tom Jones - Live at The Talk of the Town, Decca Records SKL 4874 (produit par Peter Sullivan)
- 1967 : Engelbert Humperdinck - Twelve Great Songs Plus "Release Me", Decca Records SKL 4868
- 1968 : Engelbert Humperdinck - A Man Without Love, Decca Records SKL 4939 (produit par Peter Sullivan)
- 1968 : Tom Jones - Help Yourself, Decca Records (produit par Peter Sullivan)
- 1968 : Tom Jones - Delilah, Decca Records SKL 4946
- 1970 : Shirley Bassey - Something, United Artists Records UAS 29100
- 1971 : Shirley Bassey - Something Else, United Artists Records UAS 29149
- 1971 : Michael Allen - Something Special, MGM Records 1971
- 1971 : Michael Allen - Sings
- 1971 : Richard Harris - My Boy, Probe Records SPBA 6263
- 1972 : Shirley Bassey - I Capricorn, 	United Artists Records UAS 29246
- 1972 : Shirley Bassey - And I Love You So, United Artists Records UAS 29385
- 1972 : Petula Clark - Petula '71, Pye Records NSPL 18370
- 1972 : Petula Clark - Live at the Royal Albert Hall, Pye Records NSPL 18391
- 1973 : Shirley Bassey - Never Never Never, United Artists Records UAS 29471
- 1974 : Paul Anka - Anka, United Artists Records UA-LA314
- 1982 : Shirley Bassey - All by Myself, Applause Records APP 1005